# UK R&B Chart
The Official UK R&B Chart (també coneguda com el Top 40 RnB Singles i el Top 40 RnB Albums, en català, La llista britànica oficial de música R&B) és una llista de 40 posicions (TOP 40) de música R&B/Hip-Hop desenvolupada per The Official UK Charts Company. Tot i que la llista no pot ser escoltada en directe a la ràdio, la seva compilació pot ser vista al lloc web de la BBC Radio 1 i a publicacions com la ChartsPlus i Music Week.